# バーゴイン将軍の降伏
『バーゴイン将軍の降伏』（バーゴインしょうぐんのこうふく）は、アメリカ合衆国の画家ジョン・トランブルが描いた油彩画である。1821年に完成し、ワシントンD.C.のアメリカ合衆国議会議事堂のロタンダで展示されている。
第二次サラトガの戦いの10日後の1777年1月17日にニューヨーク州サラトガでイギリスのジョン・バーゴイン将軍が降伏した様子を主題とし、バーゴイン将軍の他に、アメリカの大陸軍や民兵の指導者、ヘッセンの司令官フリードリヒ・アドルフ・リーデゼル、イギリスのウィリアム・フィリップス将軍が描かれている。

## 制作の依頼
画家のジョン・トランブルは、アメリカ独立戦争の初期に兵士として参戦し、ジョージ・ワシントンやホレイショ・ゲイツの補佐官を務めており、1777年に退役すると、画家としての道を歩み始めた。1785年には、アメリカ独立革命の主要な出来事を記念する一連の大規模な絵画の構想を練り始め、1791年にサラトガを訪れて、降伏地の風景をスケッチした。

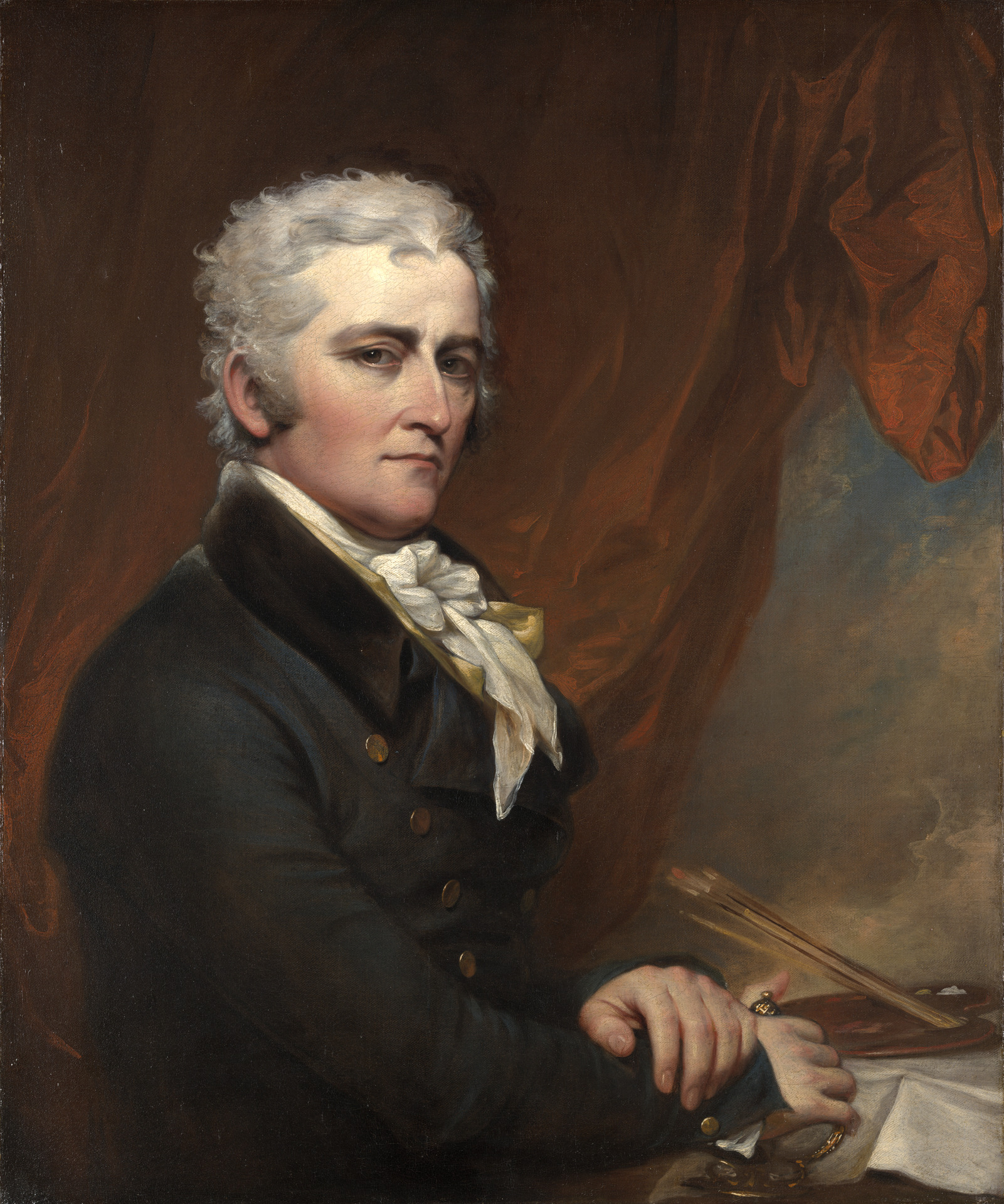
トランブルの自画像

米英戦争の終結後にイギリスから帰国すると、トランブルはアメリカ合衆国議会に対して自らの考えを提案した。バンカーヒルの戦いにおけるウォーレン将軍の死やケベックの戦いにおけるモントゴメリー将軍の死の展示の成功、その他に提案した絵画の研究のおかげで、アメリカ合衆国議会は1817年に4枚の大きな絵画の制作を依頼し、議事堂のロタンダで展示することを決定した。
価格は絵画1枚につき8,000ドルとし、大きさや主題は大統領ジェームズ・マディソンにより決定された。大きさは12 ft × 18 ft（370 cm × 550 cm）とし、主題はそれぞれ独立宣言、バーゴイン将軍の降伏、コーンウォリス卿の降伏、en:General George Washington Resigning His Commissionとなった。トランブルは8年をかけて制作し、1821年に完成した。最初はニューヨークにて1822年1月から3月まで展示され、トランブルの監督の下で1824年から議事堂のロタンダで展示されている。1828年にトランブル自身が絵画を綺麗にし、ニスを塗り、ダニエル・モーガンの足付近の部分も修復した。

## 描写

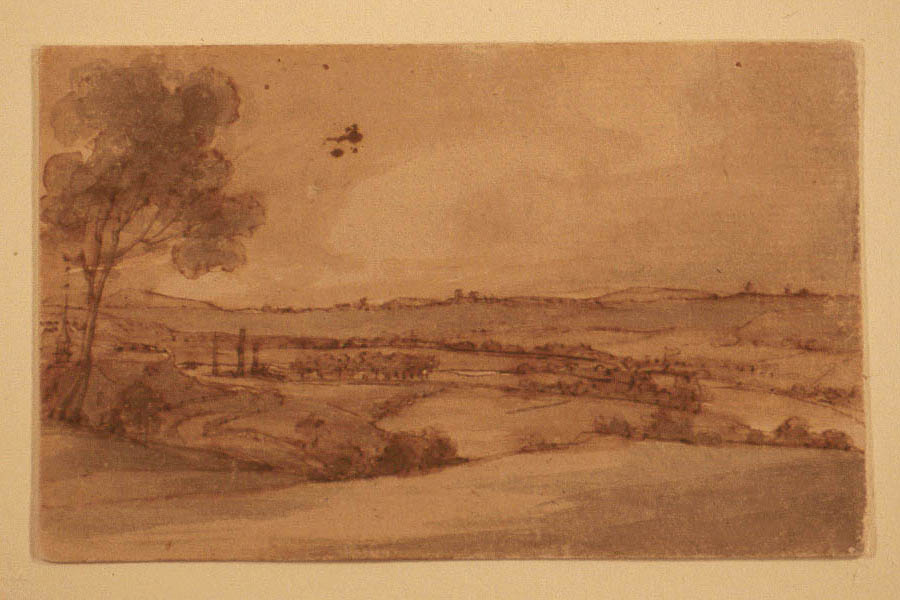
トランブルの1791年のスケッチ

絵画には、ジョン・バーゴイン将軍がホレイショ・ゲイツ将軍に剣を引き渡そうとしている場面が描かれている。アメリカの士官が目撃者として側に立ち、服装の違いには所属部隊の違いが反映されている。中央から背景に広がるのは、バーゴイン軍とドイツの援軍であり、遠く離れて馬に乗るアメリカのルイス大佐により陣地に案内された。絵画の場面は戦闘あるいは敵対ではなく平和を示唆しており、青い空と白い雲の下で士官は制服を着て、武器は鞘に収められるか肩からつり下げられ、大砲は静かに立っている。

## その他のバージョン
トランブルは、より小さく実質的にそっくりな絵画を制作し、現在はイェール大学美術館に所蔵されている。ロタンダ版は1994年に発行された記念切手のデザインの基礎として使われた。

## 描かれている人物

A Bureau of Engraving and Printing vignette used on the reverse of the $500 National Bank Note.

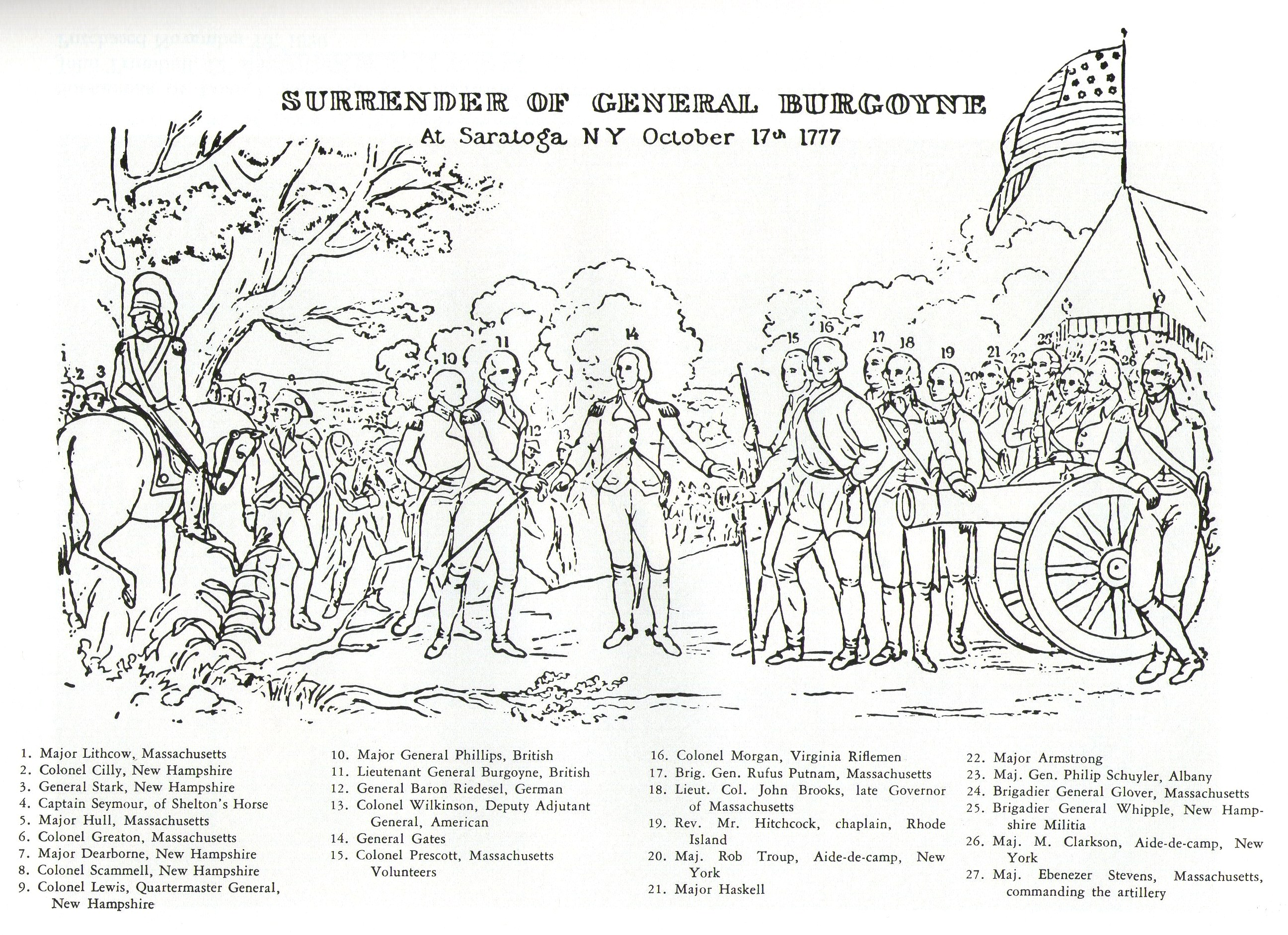
Key to the figures in the painting

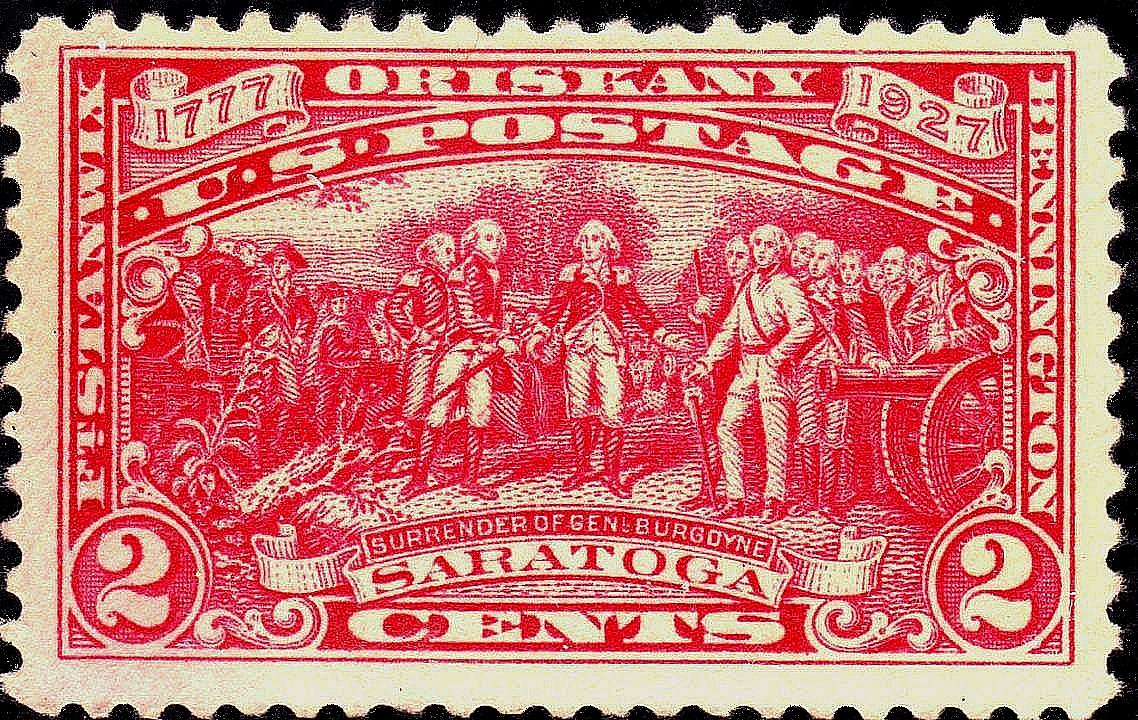
A 1927 sesquicentennial commemorative stamp reproducing the painting

この作品に描かれている人物には以下のような人物がいる
- ジョン・スターク
- ヘンリー・ディアボーン
- ジョン・バーゴイン
- ホレイショ・ゲイツ
- ウィリアム・プレスコット
- ダニエル・モーガン
- ルーファス・パットナム
- ジョン・ブルックス
- ウィリアム・ホィップル